# 滇南盆距兰
滇南盆距兰（学名：Gastrochilus platycalcaratus）为兰科盆距兰属下的一个种。

## 扩展阅读
- 維基物種上的相關：滇南盆距兰